# Modern Warfare 2: Ghost
«Modern Warfare 2: Ghost» (англ. Современная война 2: Гоуст) — серия из шести комиксов по мотивам компьютерной игры Call of Duty: Modern Warfare 2
Главный герой комикса — брутальный агент спецподразделения ОТГ-141, Гоуст, носящий маску в виде человеческого черепа.

## История публикации
Комикс был анонсирован 17 августа 2009 года сотрудником компании Infinity Ward Робертом Боулингом. Над комиксом работала компания DC Comics, издателем является WildStorm. Автор — Дэвид Лафам. Художник — Кэвин Уэст; Фредерико Далочио оформлял обложки выпусков. Комиксы вышли 10 ноября 2009 года.

## Сюжет
Сюжет комикса построен в прямой связи с игрой Call of Duty: Modern Warfare 2 и разворачивается до начала её событий. Главным героем является лейтенант Саймон Райли по прозвищу Гоуст (Призрак). Он носит маску в виде человеческого черепа. В комиксе он выступает агентом спецподразделения ОТГ-141; ранее он был бойцом Special Air Service. Он посещает различные горячие точки планеты, в том числе Афганистан и Мексику. Там ему приходится бороться с международной наркомафией.
«Гоуст» погиб в горах на границе РФ и Грузии на выполнении задачи по устранению Макарова в его доме. При поддержке двух снайперов, ОТГ-141 приблизилась к дому. Позиция рядом с домом оказалась заминирована. Понеся огромные потери, выжившие члены опергруппы штурмуют дом. Самого Макарова в доме не оказалось, поэтому бойцы ОТГ-141 решили скопировать данные с компьютера Макарова. В это время на них нападает большое количество людей Макарова, дабы остановить закачку, и убить бойцов опергруппы. В ходе обороны два бойца ОТГ погибают. Когда данные были загружены, Гоусту и Роучу (напарника Саймона Райли) пришлось прорываться с боем через людей Макарова к точке эвакуации. По дороге Роуча контузили и ранили. Тем временем подоспели вертолёты дружественных сил ЧВК Shadow Company, во главе с Шепардом. Шепард, (предположительно командующий этой операцией) оказался предателем, и убил Гоуста, тяжело ранив Роуча из табельного револьвера Colt Python. Снайперов, все это время прикрывавших отряд убили. Тела Роуча и Гоуста сожгли, чтобы не оставлять улики
.